# Добри Исак
„Добри Исак“ је дарквејв/постпанк бенд из Ниша, који је свирао средином 1980-их година. Њихова музика је била под значајним утицајем групе Joy Division.

## Историјат
Група Добри Исак је основана крајем 1983. године, у следећој постави: Предраг Цветичанин — гитара, вокал, Зоран Ђорђевић — гитара, Бранко — бас-гитара и Бобан — бубњеви
Након низа локалних наступа по мањим клубовима и једног home-made демо албума, постава се разилази током лета 1984. Након пар месеци паузе, у јесен исте године Предраг окупља нове музичаре и група са Милошем Миладиновићем на басу и Сашом Марковићем на бубњевима наставља са радом. Како је у међувремену група Arnold Layne остала без неколицине чланова због одласка у војску, Ненад Цветичанин - Цепи, Предрагов брат, прихвата позив и постаје 1984-85. равноправни члан групе са којом снима албум "Ми плачемо иза тамних наочара" (СКЦ Ниш кт-001, 1986). Овај албум је издао нишки СКЦ, а тиме је уједно и покренута продукција Студенткулт, у којој се касније појавио читав низ значајних издања (музичких и литерарних). Касету је дистрибуирао и љубљански ŠKUC, тако да се одштампаних 100 примерака веома брзо продало на читавој територији СФРЈ.
Са новим материјалом, Добри Исак се најпре представља нишкој публици. Након наступа на Фестивалу младих Србије у Књажевцу 1985. године, на коме је њихов наступ од стране новинара Нових омладинских новина (НОН) проглашен најбољим, били су позвани на дане НОН-а у Сплиту, где наступају у лето 1985. Непосредно након тога, бенд одлази у Скопље где у оквиру Поздрава из Ниша наступају са још неколико нишких група, да би, убрзо после те свирке, у Скопљу поново били гости, овога пута на првом самосталном концерту групе Падот на Византија (језгра оног што је касније постало Мизар па Анастасија). Крајем године свирају на Фестивалу рок бендова у београдском Дому омладине, а у првој половини 1986. имали су два значајна наступа у Загребу. Најпре, марта у полуфиналу, а потом маја, у финалу YU-Rock moment-а (YURM), вероватно најзначајнијег фестивала алтернативног рока у ондашњој Југославији. Иначе финале фестивала одржано је на Тргу републике, а осим њих наступиле су и групе: Лет 2 (касније Лет 3) из Ријеке, Октобар 1864 из Београда, Мизар из Скопља и две локалне групе.
Последњи наступ група Добри Исак одржала је јуна 1986. у нишкој Синагоги уз госте, групе, Arnold Layne из Ниша и Мизар из Скопља. Након овог концерта, група се споразумно разишла и након тога се није више окупљала.
Предраг Цветичанин је априла 1988. године у издању СКЦ Ниш објавио књигу под насловом Светла у подруму душе (преводи песама групе Joy Division). Тренутно ради као професор социологије на Филозофском факултету у Нишу.
У првој деценији 21. века снимци Доброг Исака су путем интернета постали доступни широј публици. Децембра 2009, подстакнута обновљеним интересовањем за рад групе, издавачка кућа PMK Records из Бољевца објавила је CD реиздање албума „Ми плачемо иза тамних наочара“ са додатних седам песама, које нису биле објављене на оригиналној касети.

## Издања
- „Ми плачемо иза тамних наочара“ (аудио-касета), СКЦ Ниш, 1986.
- „Ми плачемо иза тамних наочара“ (CD реиздање), PMK Records, 2009.